# Borucice (przystanek kolejowy)
Borucice – przystanek osobowy w Borucicach, w województwie opolskim, w powiecie brzeskim, w gminie Lubsza, w Polsce.

## Ruch pasażerski
| Rok  | Wymiana pasażerska na dobę |
| ---- | -------------------------- |
| 2017 | 0-9                        |
| 2022 | 0-9                        |

## Połączenia
- Opole Główne
- Jelcz-Laskowice